# Надія (Білгород-Дністровський район)
Надія (до 2025 р. — Надежда) — село Плахтіївської сільської громади Білгород-Дністровському районі Одеської області в Україні. Населення становить 607 осіб.

## Історія
5 червня 2025 р. Верховна Рада проголосувала за виправлення назви села у відповідності до правил української мови на Надія.

## Населення
Згідно з переписом УРСР 1989 року чисельність наявного населення села становила 661 особа, з яких 305 чоловіків та 356 жінок.
За переписом населення України 2001 року в селі мешкало 605 осіб.

### Мова
Розподіл населення за рідною мовою за даними перепису 2001 року:
| Мова       | Відсоток |
| ---------- | -------- |
| українська | 75,62 %  |
| російська  | 15,32 %  |
| румунська  | 6,92 %   |
| болгарська | 1,48 %   |
| вірменська | 0,49 %   |